# Návrat prince (kniha)
Návrat prince je dobrodružný historický román spisovatele Hermanna Schreibera, který obsahuje napínavý děj i příběh lásky. České vydání má 288 stran.

## Děj
Henri je pověřen novou diplomatickou misí, má se připojit k družině prince Charlese-Edwarda a vydat se s ním do Skotska, kde se svádí boj o skotský trůn. V té nádherné, divoké krajině potkává krásnou Susannu z Kinlochmoidartu, manželku jednoho z lordů a zamiluje se do ní. Když do Paříže dorazí zpráva o Isabellině smrti, rozjíždí se za Henrim jeho zeť, Hendrijk d'Achteveld. Aby mohl postupovat s anglickou armádou, pronajme si pojízdný nevěstinec, bez problémů dostane až do Inverness a na cestě ještě vydělá. Na královském dvoře v Paříži kraluje krásná intrikánka Madame de Pompadour. Aby si udržela lásku svého vznešeného milence, nachází mu pro rozptýlení stále nové a nové dívky z prostého rodu, které mají krále pobavit, ale jen na chvíli. Levobočci, narození z takového spojení se pak musejí odklidit co nejdál od Paříže. Král trvá na tom, aby byli umístěni do nejlepších francouzských rodin. A tak když si jednoho dne Markýza předvolá Gilberta de Gisancourt, účel tajného jednání je jasný.
Henri a Sheridan měli při pochodu na západ jedinou možnost k rozhovoru, k princi samotnému se nedalo dostat vůbec. Jel s lordem Murrayem, velitelem nadcházející bitvy, a to, co si ti dva museli vyříkávat, bylo dostatečně výbušné, i když nikdo další nepřiléval olej do ohně.
"Nevím, jak dobře znáte Němce, Sheridane," řekl Henri. "Ale podle mého názoru to jsou v současné době nejlépe vycvičení vojáci v celé Evropě. Především Hessové nabíjejí a pálí s takovou rychlostí, že dokáží útok běžících horalů proměnit v krvavou lázeň."
Hermann Schreiber, Návrat prince

## Kapitoly
- Obětovaná dáma
- Nazí hrdinové z gledsmuirských rašelinišť
- Nadčasový podzim
- Dvě dámy v zimě
- Malé Versailles a velký Londýn
- Masakr u Cullodenu
- Obora
- Narušení venkovského poklidu
- Muž jménem Damiens
- Medvěd na vodě
- Měšťanské ctnosti
- Zima ve Vídni
- Panská jízda